# 7854 Laotse
7854 Laotse eller 1076 T-3 är en asteroid i huvudbältet som upptäcktes den 17 oktober 1977 av den nederländsk-amerikanske astronomen Tom Gehrels och det nederländska astronomparet Ingrid van Houten-Groeneveld och Cornelis Johannes van Houten vid Palomarobservatoriet. Den är uppkallad efter den kinesiska filosofen Lao Zi.
Asteroiden har en diameter på ungefär 3 kilometer.